# Entrerríos
Entrerríos là một khu tự quản thuộc tỉnh Antioquia, Colombia. Thủ phủ của khu tự quản Entrerríos đóng tại Entrerríos Khu tự quản Entrerríos có diện tích 219 ki lô mét vuông. Đến thời điểm ngày 28 tháng 5 năm 2005, khu tự quản Entrerríos có dân số 6466 người.